# ¡Toma salami! La tele que nos parió
¡Toma salami! La tele que nos parió fue un programa de divulgación producido por Producciones Mandarina. Se estrenó en Telecinco entre el 7 de enero. Como curiosidad, el título se basó en una de las famosas frases de Amador Rivas en la serie La que se avecina. Finalizó el 3 de diciembre de 2020.

## Formato
A diferencia del programa original ¡Toma salami! el programa seguirá los momentos más polémicos, histriónicos más destacados de la videoteca de Mediaset España teniendo un hilo conductor durante toda la temporada. El programa cambiará de línea gráfica y sintónica para diferenciarse del original y darle una entidad propia y reconocible para la cadena. La voz en off del programa seguirá siendo el presentador y humorista Javier Capitán.

## Temporadas y programas
| Temporada | Temporada | Programas | Estreno               | Final                  | Espectadores | Cuota  |
| --------- | --------- | --------- | --------------------- | ---------------------- | ------------ | ------ |
|           | 1         | 11        | 7 de enero de 2020    | 19 de febrero de 2020  | 1 749 000    | 10,0 % |
|           | 2         | 7         | 26 de octubre de 2020 | 3 de diciembre de 2020 |              |        |

## Audiencias

### Temporada 1 (2020)
| Programas emitidos | Programas emitidos             | Programas emitidos | Programas emitidos | Programas emitidos |
| N.º                | Título                         | Fecha de emisión   | Audiencia          |                    |
| ------------------ | ------------------------------ | ------------------ | ------------------ | ------------------ |
| 1                  | Lo tuyo es puro teatro         | 07/01/2020         | 1 298 000 (7,3 %)  |                    |
| 2                  | Hicieron historia              | 08/01/2020         | 1 183 000 (6,8 %)  |                    |
| 3                  | Todoterrenos                   | 09/01/2020         | 1 640 000 (9,3 %)  |                    |
| 4                  | Hablando claro                 | 15/01/2020         | 1 756 000 (10,1 %) |                    |
| 5                  | Si lo sé no vengo              | 16/01/2020         | 1 751 000 (10,1 %) |                    |
| 6                  | Carpeteo                       | 23/01/2020         | 2 277 000 (13,0 %) |                    |
| 7                  | La tentación vive en Telecinco | 30/01/2020         | 1 946 000 (11,1 %) |                    |
| 8                  | De profesión, pretendiente     | 06/02/2020         | 1 825 000 (10,2 %) |                    |
| 9                  | Hay más imágenes               | 13/02/2020         | 2 532 000 (14,3 %) |                    |
| 10                 | ¡Hasta nunqui!                 | 17/02/2020         | 1 540 000 (8,9 %)  |                    |
| 11                 | Somos los frikis               | 19/02/2020         | 1 494 000 (8,8 %)  |                    |

### Temporada 2 (2020)
| Programas emitidos | Programas emitidos         | Programas emitidos | Programas emitidos | Programas emitidos |
| N.º                | Título                     | Fecha de emisión   | Audiencia          |                    |
| ------------------ | -------------------------- | ------------------ | ------------------ | ------------------ |
| 1                  | La vida en directo         | 26/10/2020         |                    |                    |
| 2                  | Así éramos                 | 27/10/2020         |                    |                    |
| 3                  | Al filo de la medianoche   | 28/10/2020         |                    |                    |
| 4                  | Colaboradores de lujo      | 29/10/2020         |                    |                    |
| 5                  | Mamá, hoy salgo en la tele | 30/10/2020         |                    |                    |
| 6                  | Humor fin de siglo         | 2/11/2020          |                    |                    |
| 7                  | Míticos                    | 3/11/2020          |                    |                    |